# Виласор
Виласор (итал. Villasor) је насеље у Италији у округу Каљари, региону Сардинија.
Према процени из 2011. у насељу је живело 6598 становника. Насеље се налази на надморској висини од 27 м.

## Становништво
| 1931. | 1936. | 1951. | 1961. | 1971. | 1981. | 1991. | 2001. | 2011. |
| ----- | ----- | ----- | ----- | ----- | ----- | ----- | ----- | ----- |
| 3.513 | 3.692 | 4.774 | 5.508 | 6.391 | 7.070 | 7.294 | 7.065 | 6.857 |